# Plazidus Vogel
Plazidus II. Vogel OSB (* 24. April 1871 in Rehau bei Monheim; † 18. Mai 1943 in Lülsfeld) war 71. Abt der Abtei Münsterschwarzach und der 1. Abt der wiedererrichteten Abtei nach der Säkularisation.

## Leben
Plazidus Vogel (Taufname Hans Georg) wurde am 24. April 1871 in Rehau geboren. 1887 ging er nach Sankt Ottilien, um das dortige Gymnasium zu besuchen. 1890 trat er dort in das Noviziat ein und legte er am 15. August 1891 seine Gelübde ab. In Dillingen an der Donau studierte Vogel Theologie und wurde am 25. Juli 1895 zum Priester geweiht. Nach seiner Priesterweihe unterrichtete Vogel am Ottilianer Gymnasium, das er später als Rektor leitete. 

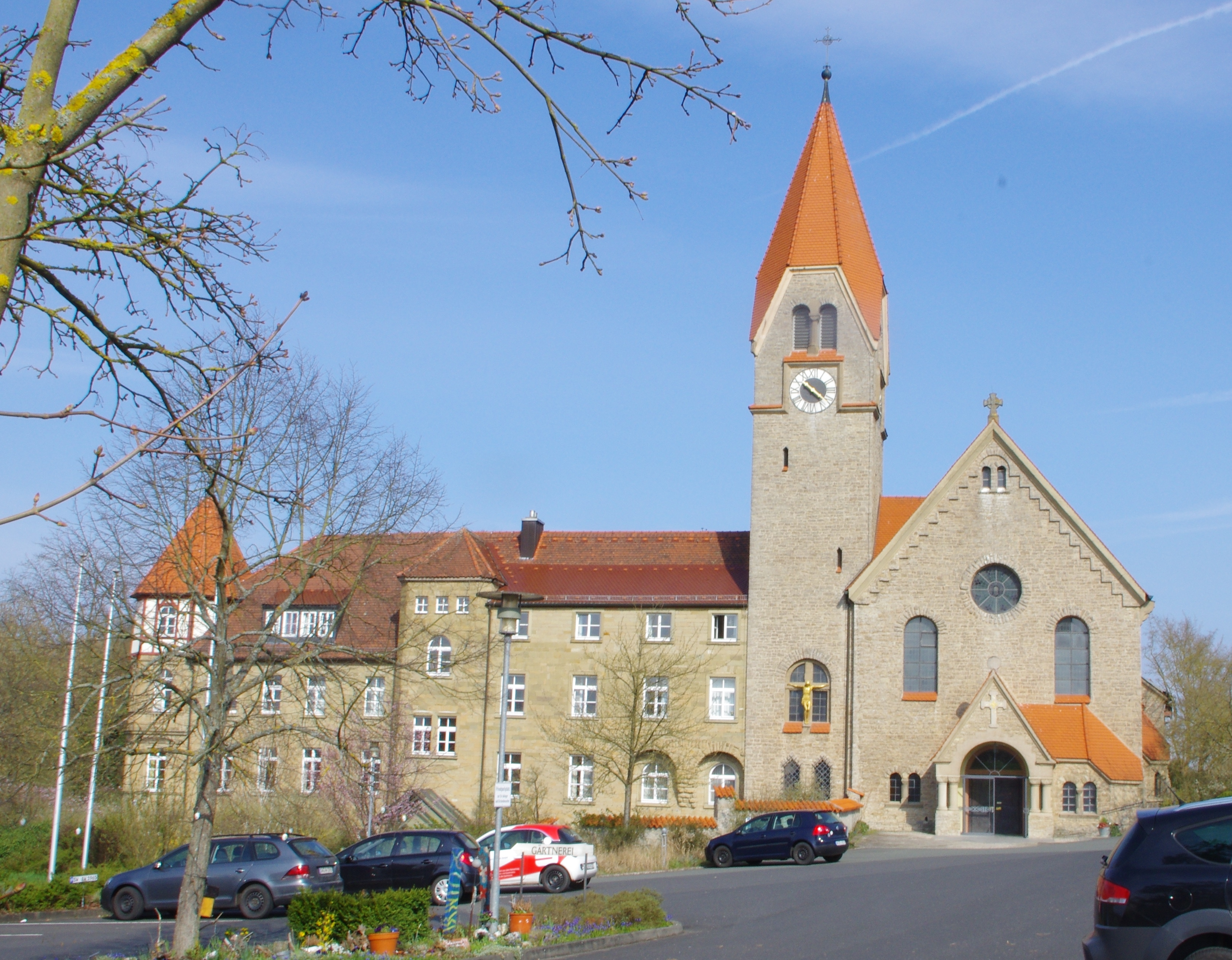
Das Kloster St. Ludwig in Wipfeld

1901 beriefen die Verantwortlichen der Abtei St. Ottilien Plazidus Vogel an die Spitze der Neugründung im unterfränkischen St. Ludwig, einem  ehemaligen Kurbad auf der Gemarkung der Gemeinde Wipfeld. 1911 und 1912 begleitete Vogel den Ottilianer Abt Norbert Weber auf seinen Reisen nach Korea und Ostafrika. Dabei lernte er die damaligen Missionsgebiete der Kongregation kennen.
Durch die schnell wachsende Gemeinschaft kamen die Gebäude und die Ausbaumöglichkeiten in St. Ludwig bald an ihre Grenzen. Deshalb erfolgte 1913 der Umzug in das seit 1803 verlassene Kloster Münsterschwarzach.

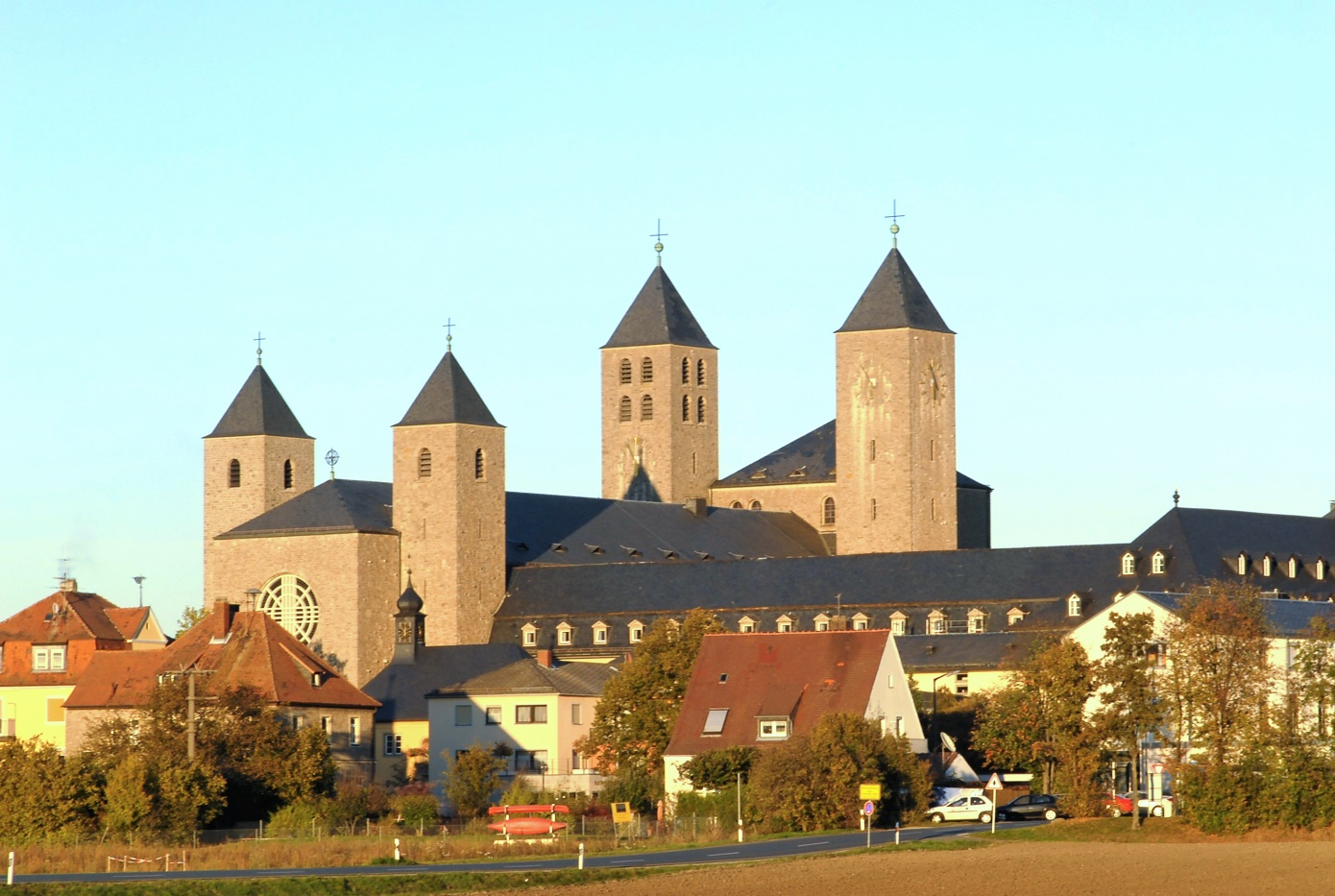
Die Abtei Münsterschwarzach

Am 1. April 1914 wurde Münsterschwarzach zur Abtei erhoben, und Norbert Weber, der Abt von St. Ottilien, ernannte Plazidus Vogel zum 1. Abt der wiedererrichteten Abtei. Er war der zweite Abt von Münsterschwarzach mit dem Namen Plazidus. Die Abtsbenediktion erfolgte am 14. April 1914 durch Ferdinand von Schlör, Bischof von Würzburg. Sein Wahlspruch lautete: plus amari quam timeri („Mehr geliebt als gefürchtet werden“), ein Zitat aus der Benediktsregel über die Rolle des Abtes. Krönung seines Lebenswerkes war der Bau der neuen Abteikirche von Münsterschwarzach, die im Dezember 1936 eingeweiht wurde. 
Am 25. Februar 1937 trat Plazidus Vogel aus Krankheitsgründen zurück. Zur Begründung sagte er: „Ich will nicht durch die Schwäche meines Alters zugrunde gehen lassen, was ich in meinen Mannesjahren mühsam aufgebaut habe.“ Zu seinem Nachfolger wurde am 11. März 1937 Burkhard Utz gewählt. 1959 bis 1982 war Vogels Neffe Plazidus Abt Bonifaz von Münsterschwarzach.

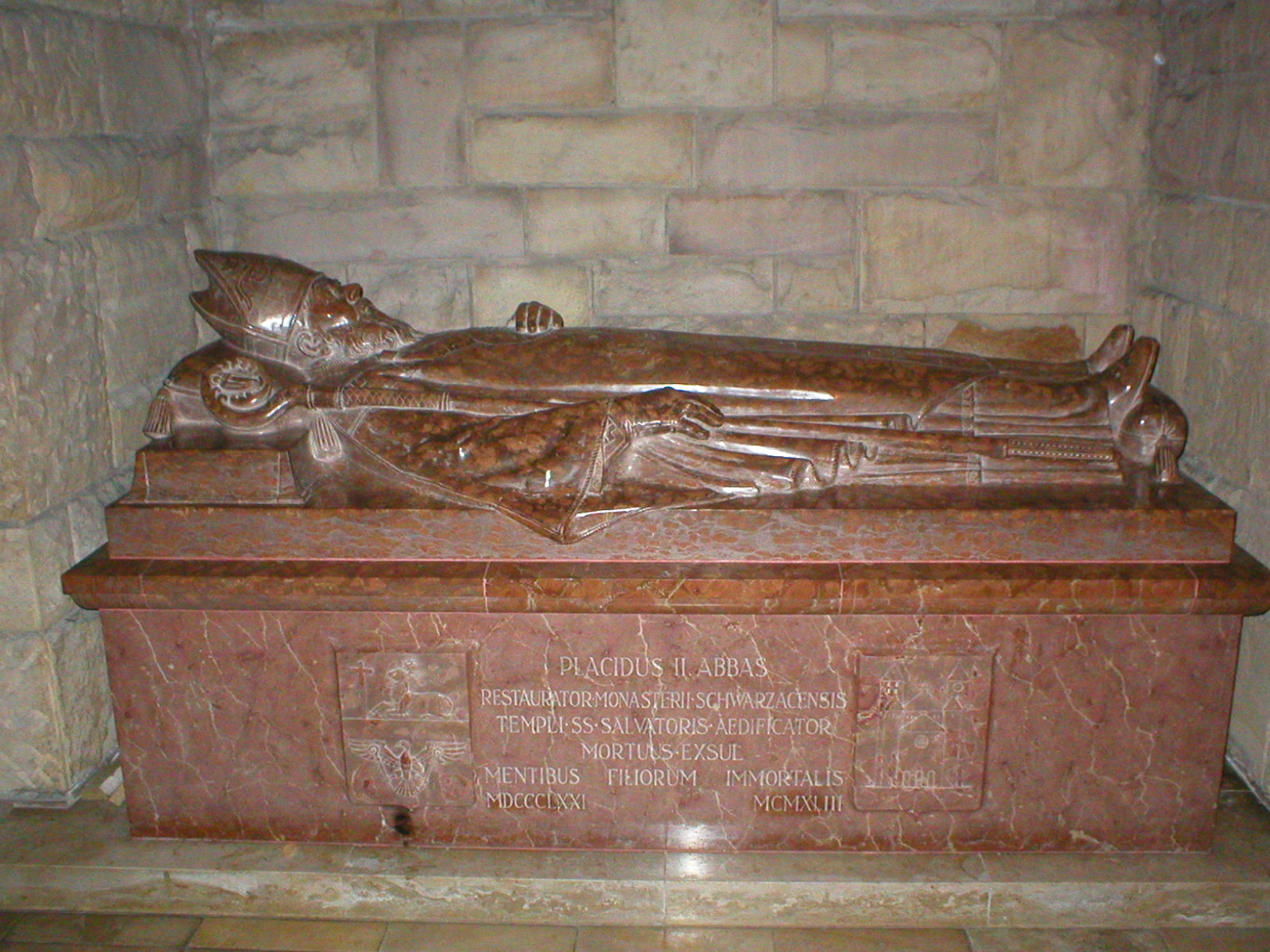
Hochgrab von Abt Plazidus II. in der Abteikirche von Münsterschwarzach

Als die nationalsozialistische Regierung 1941 die die Mönchsgemeinschaft vertrieb, ging Plazidus Vogel ins Exil nach Lülsfeld, zu einer Gemeinschaft Oberzeller Franziskanerinnen („Erlöserschwestern“), wo er auch am 18. Mai 1943 verstarb. Seine letzte Ruhestätte fand er 1947 in der Abteikirche von Münsterschwarzach.